# Lijst van gemeentelijke monumenten in Liempde
De plaats Liempde, onderdeel van de gemeente Boxtel, kent 31 gemeentelijke monumenten. Hieronder een overzicht.
| Object                                        | Bouwjaar                        | Architect | Locatie                 | Coördinaten                   | Nr.          | Afbeelding                                    |
| --------------------------------------------- | ------------------------------- | --------- | ----------------------- | ----------------------------- | ------------ | --------------------------------------------- |
| Winkel/woonhuis                               | 1911                            |           | Barrierweg 1            | 51° 34' 0" NB, 5° 22' 27" OL  | 0757/LIE-2   | Winkel/woonhuis                               |
| Eenlaags woonhuis                             | 1870/1950                       |           | Barrierweg 16           | 51° 33' 59" NB, 5° 22' 26" OL | 0757/WN019   | Eenlaags woonhuis                             |
| Langgevelboerderij                            | 1888                            |           | Barrierweg 23           | 51° 33' 53" NB, 5° 22' 20" OL | 0757/LIE-4   | Langgevelboerderij                            |
| Langgevelboerderij                            | 1865                            |           | Bocht 6, De             | 51° 34' 27" NB, 5° 22' 8" OL  | 0757/LIE-7   | Langgevelboerderij                            |
| Eenlaags dwarshuis                            | 1878                            |           | Dorpsstraat 6           | 51° 34' 6" NB, 5° 22' 26" OL  | 0757/LIE-8   | Eenlaags dwarshuis                            |
| Stadse villa                                  | 1922                            |           | Dorpsstraat 9           | 51° 34' 11" NB, 5° 22' 23" OL | 0757/LIE-9   | Stadse villa                                  |
| Eenlaags dwarshuis                            | 1878                            |           | Dorpsstraat 10          | 51° 34' 7" NB, 5° 22' 26" OL  | 0757/LIE-10  | Eenlaags dwarshuis                            |
| Landhuisje                                    | 1934                            |           | Dorpsstraat 15          | 51° 34' 13" NB, 5° 22' 23" OL | 0757/LIE-11  | Landhuisje                                    |
| Eenlaags dwarshuis                            | 1879                            |           | Dorpsstraat 18          | 51° 34' 8" NB, 5° 22' 25" OL  | 0757/LIE-12  | Eenlaags dwarshuis                            |
| Mengvorm van hallenhuis en langgevelboerderij | 1914 (elementen uit circa 1600) |           | Eikendaal 1             | 51° 33' 53" NB, 5° 22' 24" OL | 0757/WN020   | Mengvorm van hallenhuis en langgevelboerderij |
| Langgevelboerderij                            | 1856                            |           | Eikendaal 6             | 51° 33' 51" NB, 5° 22' 23" OL | 0757/LIE-14  | Langgevelboerderij                            |
| Langgevelboerderij                            | 1922                            |           | Gemondesestraat 14      | 51° 35' 12" NB, 5° 21' 36" OL | 0757/LIE-101 | Upload foto                                   |
| Eenlaags woonhuis                             | 1869                            |           | Kaarpad 2               | 51° 34' 1" NB, 5° 22' 30" OL  | 0757/LIE-17  | Eenlaags woonhuis                             |
| Langgevelboerderij                            | 1878                            |           | Kasterensestraat 13-13a | 51° 35' 2" NB, 5° 22' 8" OL   | 0757/LIE-20  | Upload foto                                   |
| Landbouwerswoonhuis (keuterij)                | 1933                            |           | Kasterensestraat 15     | 51° 35' 0" NB, 5° 22' 12" OL  | 0757/WN021   | Upload foto                                   |
| Langgevelboerderij                            | 1850                            |           | Kleinhoekje 15          | 51° 34' 6" NB, 5° 22' 17" OL  | 0757/LIE-22  | Langgevelboerderij                            |
| Bakhuis                                       |                                 |           | Looeind bij 1           | 51° 33' 49" NB, 5° 22' 31" OL | 0757/LIE-23  | Bakhuis                                       |
| Langgevelboerderij                            | 1928                            |           | Looeind 12              | 51° 33' 48" NB, 5° 22' 21" OL | 0757/LIE-25  | Langgevelboerderij                            |
| Langgevelboerderij                            | 1926                            |           | Looeind 17              | 51° 33' 46" NB, 5° 22' 18" OL | 0757/LIE-26  | Langgevelboerderij                            |
| Langgevelboerderij                            | 1932/39                         |           | Meulekensweg 3          | 51° 34' 18" NB, 5° 23' 29" OL | 0757/LIE-27  | Upload foto                                   |
| Langgevelboerderij                            | 1908                            |           | Nieuwstraat 32          | 51° 34' 19" NB, 5° 22' 12" OL | 0757/LIE-20  | Langgevelboerderij                            |
| Eenlaags dubbel woonhuis                      | 1914                            |           | Nieuwstraat 61          | 51° 34' 19" NB, 5° 22' 11" OL | 0757/WN022   | Eenlaags dubbel woonhuis                      |
| Eenlaags dubbel woonhuis                      | 1914                            |           | Nieuwstraat 63          | 51° 34' 19" NB, 5° 22' 11" OL | 0757/WN023   | Eenlaags dubbel woonhuis                      |
| Woonhuis met vm. graanmaalderij / pakhuis,    | 1907 resp.1904                  |           | Nieuwstraat 65-67       | 51° 34' 19" NB, 5° 22' 11" OL | 0757/LIE-29a | Woonhuis met vm. graanmaalderij / pakhuis,    |
| Dubbel woonhuis                               | 1917                            |           | Oude Postbaan 7-9       | 51° 34' 2" NB, 5° 22' 30" OL  | 0757/WN024   | Dubbel woonhuis                               |
| Muziekkiosk                                   | 1947                            |           | Oude Postbaan ong.      | 51° 33' 57" NB, 5° 22' 33" OL | 0757/WN025   | Muziekkiosk                                   |
| Voormalig raadhuis                            | 1950                            |           | Raadhuisplein 1         | 51° 34' 4" NB, 5° 22' 27" OL  | 0757/LIE-32  | Voormalig raadhuis                            |
| Langgevelboerderij                            | oudste kern voor 1600           |           | Smaldersestraat 10-12   | 51° 34' 24" NB, 5° 22' 36" OL | 0757/WN026   | Langgevelboerderij                            |
| Vlaamse schuur                                | 1718                            |           | Velderseweg bij 1       | 51° 33' 47" NB, 5° 21' 7" OL  | 0757/LIE-33  | Vlaamse schuur                                |
| Langgevelboerderij                            |                                 |           | Vendelstraat 12         | 51° 34' 17" NB, 5° 22' 37" OL | 0757/LIE-34  | Langgevelboerderij                            |
| Rentenierswoning                              | 1913                            |           | Vendelstraat 26         | 51° 34' 16" NB, 5° 22' 45" OL | 0757/LIE-35  | Rentenierswoning                              |